# Football Club Utrecht 2019-2020
Questa voce raccoglie le informazioni riguardanti il Football Club Utrecht  nelle competizioni ufficiali della stagione 2019-2020.

## Stagione
Nella stagione 2019-2020 l'FC Utrecht ha disputato l'Eredivisie, massima serie del campionato olandese, terminando il torneo al sesto posto con 41 punti conquistati in 25 giornate, frutto di 12 vittorie, 5 pareggi e 8 sconfitte. Il campionato è stato, però, sospeso il 12 marzo 2020 dopo la disputa della ventiseiesima giornata di campionato a causa della pandemia di COVID-19, e definitivamente interrotto il 24 aprile successivo senza che venissero assegnati titoli, promozioni e retrocessioni. L'FC Utrecht al momento della sospensione era al sesto posto a tre punti di distacco dal Willem II, quinto classificato e ultimo posto utile per l'accesso alle competizioni europee della stagione successiva. Viste le decisioni della federazione dei Paesi Bassi, la società preannuncio un ricorso per il mancato accesso alla UEFA Europa League. Ulteriore beffa per l'FC Utrecht arrivò dalla decisione della KNVB di sospendere l'edizione 2019-2020 della KNVB beker e di non assegnare il titolo: l'FC Utrecht era arrivato in finale vincendo tutte le partite dal secondo turno in poi e si preparava ad affrontare il Feyenoord nella finale prevista per il 19 aprile 2020.
La squadra, guidata in panchina dal nuovo allenatore John van den Brom, ha partecipato ai turni preliminari della UEFA Europa League. Sceso in campo direttamente al secondo turno preliminare, l'FC Utrecht è stato subito eliminato dai bosniaci dello Zrinjski Mostar dopo i tempi supplementari, essendo la gara di ritorno a Mostar terminata in parità sull'1-1, come la gara di andata a Utrecht.

## Maglie
| Casa | Trasferta | Terza maglia |

## Rosa
| N. |                        | Ruolo | Calciatore                |
| -- | ---------------------- | ----- | ------------------------- |
| 1  | Paesi Bassi (bandiera) | P     | Jeroen Zoet               |
| 2  | Paesi Bassi (bandiera) | D     | Mark van der Maarel       |
| 3  | Paesi Bassi (bandiera) | D     | Justin Hoogma             |
| 5  | Germania (bandiera)    | D     | Leon Guwara               |
| 6  | Paesi Bassi (bandiera) | C     | Adam Maher                |
| 7  | Paesi Bassi (bandiera) | A     | Gyrano Kerk               |
| 8  | Paesi Bassi (bandiera) | C     | Joris van Overeem         |
| 9  | Francia (bandiera)     | A     | Jean-Christophe Bahebeck  |
| 10 | Svezia (bandiera)      | C     | Simon Gustafson           |
| 11 | Spagna (bandiera)      | A     | Adrián Dalmau             |
| 13 | Svezia (bandiera)      | D     | Emil Bergström            |
| 14 | Paesi Bassi (bandiera) | D     | Willem Janssen (capitano) |
| 16 | Paesi Bassi (bandiera) | P     | Maarten Paes              |
| 17 | Paesi Bassi (bandiera) | D     | Sean Klaiber              |
| 18 | Paesi Bassi (bandiera) | C     | Justin Lonwijk            |
| 19 | Svezia (bandiera)      | A     | Kristoffer Peterson       |
| 20 | Paesi Bassi (bandiera) | D     | Giovanni Troupée          |
| 20 | Senegal (bandiera)     | D     | Ludovic Sané              |

| N. |                        | Ruolo | Calciatore           |
| -- | ---------------------- | ----- | -------------------- |
| 21 | Ghana (bandiera)       | A     | Issah Abass          |
| 22 | Paesi Bassi (bandiera) | C     | Sander van de Streek |
| 25 | Paesi Bassi (bandiera) | C     | Bart Ramselaar       |
| 28 | Paesi Bassi (bandiera) | C     | Urby Emanuelson      |
| 30 | Paesi Bassi (bandiera) | D     | Christopher Mamengi  |
| 31 | Paesi Bassi (bandiera) | P     | Thijmen Nijhuis      |
| 32 | Rep. Ceca (bandiera)   | A     | Václav Černý         |
| 33 | Paesi Bassi (bandiera) | D     | Tommy St. Jago       |
| 34 | Paesi Bassi (bandiera) | C     | Rida El Barjiji      |
| 35 | Paesi Bassi (bandiera) | D     | Gabriël Çulhacı      |
| 36 | Paesi Bassi (bandiera) | C     | Mitchell van Rooijen |
| 37 | Paesi Bassi (bandiera) | D     | Sylian Mokono        |
| 38 | Paesi Bassi (bandiera) | D     | Mark Pabai           |
| 39 | Germania (bandiera)    | A     | Jonas Arweiler       |
| 40 | Paesi Bassi (bandiera) | C     | Odysseus Velanas     |
| 41 | Paesi Bassi (bandiera) | P     | Fabian de Keijzer    |
| 51 | Paesi Bassi (bandiera) | P     | Joey Houweling       |

## Risultati

### UEFA Europa League
| Arbitro: | Aleksei Eskov |

|          |           |                |
| Kerk 61’ | Marcatori | 34’ Govedarica |

| Arbitro: | Antti Munukka |

|                        |           |                 |
| Hadžić 65’ Mandić 111’ | Marcatori | 45+1’ Gustafson |

## Statistiche

### Statistiche di squadra
| Competizione          | Punti | In casa | In casa | In casa | In casa | In casa | In casa | In trasferta | In trasferta | In trasferta | In trasferta | In trasferta | In trasferta | Totale | Totale | Totale | Totale | Totale | Totale | DR  |
| Competizione          | Punti | G       | V       | N       | P       | Gf      | Gs      | G            | V            | N            | P            | Gf           | Gs           | G      | V      | N      | P      | Gf     | Gs     | DR  |
| --------------------- | ----- | ------- | ------- | ------- | ------- | ------- | ------- | ------------ | ------------ | ------------ | ------------ | ------------ | ------------ | ------ | ------ | ------ | ------ | ------ | ------ | --- |
| Eredivisie            | 41    | 12      | 8       | 0       | 4       | 30      | 12      | 13           | 4            | 5            | 4            | 20           | 22           | 25     | 12     | 5      | 8      | 50     | 34     | +16 |
| Coppa dei Paesi Bassi | -     | 1       | 1       | 0       | 0       | 2       | 0       | 4            | 4            | 0            | 0            | 11           | 3            | 5      | 5      | 0      | 0      | 13     | 3      | +10 |
| UEFA Europa League    | -     | 1       | 0       | 1       | 0       | 1       | 1       | 1            | 0            | 0            | 1            | 1            | 2            | 2      | 0      | 1      | 1      | 2      | 3      | -1  |
| Totale                | -     | 14      | 9       | 1       | 4       | 33      | 13      | 18           | 8            | 5            | 5            | 32           | 27           | 32     | 17     | 6      | 9      | 65     | 40     | +25 |